# Млот
Млот (пол. Młot — молот) — политическая газета, которая издавалась с 18 декабря 1918 года по 7 марта 1926 года на польском языке (с марта 1920 года по февраль 1921 года не выходила).

## История
Газета начала выходить в Минске как орган ЦИК групп Социал-демократии Королевства Польского и Литвы. С 30 декабря 1918 года — орган ЦИК групп Коммунистической рабочей партии Польши (КРПП) в России, с 23 февраля 1919 года — орган ЦИК КРПП и ЦК КП(б) Литвы и Белоруссии. На протяжении 1919 года издавалась в Вильно, Минске, Смоленске.
С 9 марта 1921 года — орган Польского бюро при Центральном бюро КП(б) Белоруссии, с февраля 1924 года — орган Польского бюро при Временном белорусском бюро ЦК РКП(б), с 3 апреля до 17 мая 1924 года — орган Временного белорусского бюро ЦК РКП(б). Затем — орган ЦК КП(б) Белоруссии.
Газета призывала рабочих защищать завоевания социалистической революции (переворота), освещала вопросы общественно-политической жизни в Белорусской Советской Социалистической Республике. Имела тематические странички: для молодёжи и просветительскую.
Вышло 1 340 номеров.